# 護廷十三隊
護廷十三隊（ごていじゅうさんたい）は、漫画『BLEACH』に登場する、架空の警察・軍隊。本稿では組織の概要とそれに属する登場人物について記述する。ミュージカル版の俳優については『ROCK MUSICAL BLEACH』を参照。

## 概要
創設者は山本元柳斎重國。尸魂界の護衛及び現世における魂魄の保護、虚の退治などの任務をこなす実動部隊。十三の部隊で構成され、一隊200人強、総勢3,000人程度が任に就く。
全権を握るのは総隊長。任務内容ゆえ、部隊内階級（席次）は完全に戦闘能力のみで決められており、上位席官ほど強い。特に副隊長および隊長はその中でも飛び抜けて強い者が選ばれる。各隊とも主義、気風が多分に異なっており、これは現・各隊隊長の性格や人柄によるところが大きい。小説版では、一定の階級以上になると住まいが提供され、隊長・副隊長になると、邸宅に住めるとのこと。
隊長職は、加えて何らかの職務を兼任することがある。二番隊隊長砕蜂は隠密機動総司令官、十二番隊隊長涅マユリは二代目技術開発局局長を兼任、元十二番隊隊長浦原喜助も技術開発局初代局長を務めていた。なお四番隊は治療・補給が専門（雑用も押しつけられているが）であり、後方支援が交戦時の主体となっている。
夜一の話では、更木剣八以外の隊長は全員が卍解を習得している（ただし、剣八も千年血戦篇にて習得）。作中で卍解が判明していない現隊長は勇音、射場、リサの3人で、射場は始解すら判明していない唯一の隊長（始解の形状のみ判明している）となった。さらに、始解の判明していない現副隊長は沖牙、七緒、清音、伊江村、阿近の5人となった。
1000年前の時点ではユーハバッハ曰く護廷とは名ばかりの殺伐とした殺戮集団であり、その頃は人の命を顧みもしなかったとのこと。アニメ版の1000年前の戦いを描いた回想シーンではその当時の隊長が戦う姿が描かれ、後に顔や名前も明かされた。
隊長就任の条件は以下の「隊首試験に合格する」「複数の隊長からの推薦を受ける」「隊員200人以上の立会いのもと現隊長を1対1の対決で殺す」のうち、1つを満たせば良い。
小説版によると、引退した場合は斬魄刀は瀞霊廷に預けるとのこと。
『獄頤鳴鳴篇』によると、隊長は霊圧のバランスの関係から、死亡すると罪状の有無に関係なく地獄に堕ちる事になる。そのため、死亡した隊長の葬儀から12年毎に「魂葬礼祭」という慰霊祭が行われ、現世で捕えた虚を隊長たちの墓前で生贄として殺す事で該当の隊長を地獄へと送り出す（一護曰く「虚コロし祭」）。
ユーハバッハ率いる滅却師との決戦後には、多数の隊士が戦死したため、補充要員として真央霊術院の生徒に死神見習いをさせる制度が作られた。

## メンバー
|          |        | 初代           | 110年前             | 20年前         | 尸魂界篇時点                        | 千年血戦篇開始時点 | 元柳斎死亡後         | 最終話時点           | 獄頤鳴鳴篇           |
| -------- | ------ | -------------- | ------------------- | -------------- | ----------------------------------- | ------------------ | -------------------- | -------------------- | -------------------- |
| 一番隊   | 隊長   | 山本元柳斎重國 | 山本元柳斎重國      | 山本元柳斎重國 | 山本元柳斎重國                      | 山本元柳斎重國     | 京楽春水             | 京楽春水             | 京楽春水             |
| 一番隊   | 副隊長 | 雀部長次郎忠息 | 雀部長次郎忠息      | 雀部長次郎忠息 | 雀部長次郎忠息                      | 雀部長次郎忠息     | 伊勢七緒、沖牙源志郎 | 伊勢七緒、沖牙源志郎 | 伊勢七緒、沖牙源志郎 |
| 二番隊   | 隊長   | 四楓院千日     | 四楓院夜一          | 不明           | 砕蜂                                | 砕蜂               | 砕蜂                 | 砕蜂                 | 砕蜂                 |
| 二番隊   | 副隊長 | 不明           | 大前田希ノ進        | 不明           | 大前田希千代                        | 大前田希千代       | 大前田希千代         | 大前田希千代         | 大前田希千代         |
| 三番隊   | 隊長   | 厳原金勒       | 鳳橋楼十郎          | 市丸ギン       | 市丸ギン                            | 鳳橋楼十郎         | 鳳橋楼十郎           | 鳳橋楼十郎           | 鳳橋楼十郎           |
| 三番隊   | 副隊長 | 不明           | 射場千鉄            | 不明           | 吉良イヅル                          | 吉良イヅル         | 吉良イヅル           | 吉良イヅル           | 吉良イヅル           |
| 四番隊   | 隊長   | 志島知霧       | 卯ノ花烈            | 卯ノ花烈       | 卯ノ花烈                            | 卯ノ花烈           | 卯ノ花烈             | 虎徹勇音             | 虎徹勇音             |
| 四番隊   | 副隊長 | 不明           | 山田清之介          | 不明           | 虎徹勇音                            | 虎徹勇音           | 虎徹勇音             | 虎徹清音             | 虎徹清音             |
| 五番隊   | 隊長   | 尾花弾児郎     | 平子真子            | 藍染惣右介     | 藍染惣右介                          | 平子真子           | 平子真子             | 平子真子             | 平子真子             |
| 五番隊   | 副隊長 | 不明           | 藍染惣右介          | 不明           | 雛森桃                              | 雛森桃             | 雛森桃               | 雛森桃               | 雛森桃               |
| 六番隊   | 隊長   | 齋藤不老不死   | 朽木銀嶺            | 朽木白哉       | 朽木白哉                            | 朽木白哉           | 朽木白哉             | 朽木白哉             | 朽木白哉             |
| 六番隊   | 副隊長 | 不明           | 朽木蒼純            | 不明           | 阿散井恋次                          | 阿散井恋次         | 阿散井恋次           | 阿散井恋次           | 阿散井恋次           |
| 七番隊   | 隊長   | 執行乃武綱     | 愛川羅武            | 狛村左陣       | 狛村左陣                            | 狛村左陣           | 狛村左陣             | 射場鉄左衛門         | 射場鉄左衛門         |
| 七番隊   | 副隊長 | 不明           | 小椿刃右衛門        | 不明           | 射場鉄左衛門                        | 射場鉄左衛門       | 射場鉄左衛門         | 伊江村八十千和       | 輪堂与ウ             |
| 八番隊   | 隊長   | 鹿取抜雲斎     | 京楽春水            | 京楽春水       | 京楽春水                            | 京楽春水           | N/A                  | 矢胴丸リサ           | 矢胴丸リサ           |
| 八番隊   | 副隊長 | 不明           | 矢胴丸リサ          | 不明           | 伊勢七緒                            | 伊勢七緒           | 伊勢七緒（代行）     | 伊勢七緒（代行）     | 八々原熊如           |
| 九番隊   | 隊長   | 久面井煙鉄     | 六車拳西            | 不明           | 東仙要                              | 六車拳西           | 六車拳西             | 六車拳西             | 六車拳西             |
| 九番隊   | 副隊長 | 不明           | 久南白              | 不明           | 檜佐木修兵                          | 檜佐木修兵         | 檜佐木修兵           | 檜佐木修兵           | 檜佐木修兵           |
| 十番隊   | 隊長   | 王途川雨緒紀   | 不明                | 志波一心       | 日番谷冬獅郎                        | 日番谷冬獅郎       | 日番谷冬獅郎         | 日番谷冬獅郎         | 日番谷冬獅郎         |
| 十番隊   | 副隊長 | 不明           | 不明                | 松本乱菊       | 松本乱菊                            | 松本乱菊           | 松本乱菊             | 松本乱菊             | 松本乱菊             |
| 十一番隊 | 隊長   | 卯ノ花八千流   | 鬼厳城剣八          | 更木剣八       | 更木剣八                            | 更木剣八           | 更木剣八             | 更木剣八             | 更木剣八             |
| 十一番隊 | 副隊長 | 不明           | 不明                | 草鹿やちる     | 草鹿やちる                          | 草鹿やちる         | 草鹿やちる           | 斑目一角             | 斑目一角             |
| 十二番隊 | 隊長   | 善定寺有嬪     | 曳舟桐生 → 浦原喜助 | 涅マユリ       | 涅マユリ                            | 涅マユリ           | 涅マユリ             | 涅マユリ             | 涅マユリ             |
| 十二番隊 | 副隊長 | 不明           | 猿柿ひよ里          | 涅ネム         | 涅ネム                              | 涅ネム             | 涅ネム               | 阿近                 | 阿近                 |
| 十三番隊 | 隊長   | 逆骨才蔵       | 浮竹十四郎          | 浮竹十四郎     | 浮竹十四郎                          | 浮竹十四郎         | 浮竹十四郎           | 朽木ルキア           | 朽木ルキア           |
| 十三番隊 | 副隊長 | 不明           | 不明                | 志波海燕       | 小椿仙太郎（代理） 虎徹清音（代理） | 朽木ルキア         | 朽木ルキア           | 小椿仙太郎           | 小椿仙太郎           |

### 尸魂界篇・破面篇・千年血戦篇

#### 隊長
山本 元柳斎（やまもと げんりゅうさい） / 山本 重國（やまもと しげくに）
声 - 塚田正昭 → 高岡瓶々
初代一番隊隊長・護廷十三隊総隊長。
額に大きな十文字の傷を持ち、長い髭をたくわえた老爺。一人称は「儂（わし）」。
見た目は老人だが肉体は老人とは思えぬほど鍛え抜かれており、歴戦の老将の証拠として数多くの傷が刻まれている。護廷十三隊を創設し、以来1000年以上に渡って総隊長の座を務めてきた人物。
かつて開いていた私塾『元字塾』での教え子であった雀部や、過去に自身が師範を務めていた『死神統学院』での教え子であった京楽や浮竹らの事は子のように思っている。なお、山本元柳斎重國にタメ口をきくのは京楽くらいである。
尸魂界救出篇では一護ら死神代行組の侵入に際し、全隊長に死神代行組の討伐を命じた。その後、ルキアの処刑時に京楽と浮竹が双極を破壊したためにしばらく交戦したが、藍染の謀反が卯ノ花や勇音によって周知されたため、双極の丘に急行した。騒動収束後は、死神代行組の尸魂界侵入を不問としている。
破面篇では藍染との対決に向けた準備を指揮し、偽の空座町での決戦の際には他の隊長らを率いて自ら出陣。アヨンやワンダーワイスを撃破するも、ワンダーワイスに封じられた流刃若火の爆発を抑え込むために重傷を負う。その際に藍染の隙を作るために犠牲破道の一刀火葬を放ち、左腕を失った。
死神代行消失篇では、一護に再び霊力を取り戻させるために秘密裏に活動していた浦原を召喚し、尸魂界を救った一護への恩を返すため、死神の力を失った一護に再び力を取り戻させるという、従来なら掟に反する判断を下している。銀城との決戦後、尸魂界に収容された銀城の遺体を現世に埋葬したいという一護の要請も容認した。
千年血戦編では、1000年前の宿敵であるユーハバッハ率いる「見えざる帝国」の襲撃を受け、自ら出陣。雀部の仇であるドリスコールを一瞬で焼き尽くした後、ユーハバッハと対峙し圧倒して撃破するが、それは星十字騎士団の"R"のロイド・ロイドが化けていた偽物であった事が判明する。本物のユーハバッハが現れたあと、彼によって卍解を奪われた上で体を斬り裂かれて殺害された。さらにその遺体はユーハバッハにより、完全に消滅させられた。ユーハバッハは元柳斎を「護るものが増えた事で、かつての苛烈さと冷酷さを失った」と評しており、特記戦力からも外していた。
見えざる帝国と1000年前に対立した詳細は描かれず、ユーハバッハにとどめを刺しきれなかった理由も描かれなかった。また、奪われた卍解が使用されることはなかった。
アニメ版の回想シーンでは1000年前にユーハバッハが山本元柳斎重國を迎え撃とうとするも、雀部長次郎に奇襲されて負傷、その間に山本の卍解の直撃を受けて敗北した事が描かれている。
『獄頤鳴鳴篇』では戦死から12年後に行われた魂送礼祭で地獄行きの対象とされている。
【斬魄刀】：流刃若火（りゅうじんじゃっか）
解放とともに斬魄刀全体から巨大な炎を発し、炎や刀自身の熱を用いて交戦する斬魄刀。
元柳斎が卍解をユーハバッハに奪われて敗れた後に、元柳斎の遺体もろとも徹底的な破壊を受けた為、回収できたのは残骸だけであった。
解号は「万象一切灰燼と為せ『流刃若火』（ばんしょういっさいかいじんとなせ『 - 』）」
【卍解】：残火の太刀（ざんかのたち）
能力解放と同時に始解時に発していた炎が消え、刀身が焼け焦げた燃え滓のような形状へと変貌する。
1000年前のユーハバッハとの戦いでは、炎を全て一刀に込めて、攻撃と同時に爆炎が発生して相手を焼き尽くす、という卍解として振るった。現在は東・西・南・北の計4つの攻防形態を持つ。その熱量は解放するだけで尸魂界中の水分が失われ、異常乾燥を起こすほど。
東：旭日刃（きょくじつじん）
炎の熱をすべて刃先に集中させ触れるものをすべて一瞬で消し飛ばす。
西：残日獄衣（ざんじつごくい）
1500万℃の高熱を鎧のように全身に纏いあらゆる攻撃を消滅させる。
南：火火十万億死大葬陣（かかじゅうまんおくしだいそうじん）
今までに元柳斎が斬った者たちの灰に刃の熱を与えて叩き起こし目覚めた亡者は元柳斎が敵とした物を塵になるまで追い詰める。
北：天地灰尽（てんちかいじん）
刃を横薙ぎに一閃させ、刀身の延長上にあるものを消し飛ばす。
技「双骨（そうこつ）」
一撃で相手を当たりできる2の強力なパンチ。対ワンダーワイス・マルジェラ戦で初使用。

砕蜂（ソイフォン）
声 - 川上とも子 → 桑島法子
二番隊隊長・隠密機動総司令官で代々処刑・暗殺を生業とし続けてきた下級貴族「蜂（フォン）家」の九代目当主で砕蜂に名を変えるまでの本名は蜂 梢綾（フォン シャオリン）。
背中が露出したノースリーブの服を着ており、両耳付近の髪は布で巻いており髪先には輪がくくりつけられている。一人称は「私」。
夜一の元部下で彼女を敬愛・崇拝していたが、それゆえに魂魄消失事件に際しての夜一の突然の尸魂界からの離脱に戸惑いを覚え、自身を置いて尸魂界を去った彼女に憎しみを抱き、自らの手で捕えるとの決意を原動力に、総司令官の地位へと上り詰めた。しかし夜一への想いは完全には捨て切れず、尸魂界篇にて夜一との対決を経て誤解を解き、和解する。夜一の失踪に関与した浦原喜助と仮面の軍勢を嫌っている。
破面篇では他隊の隊長格とともに、偽の空座町での藍染との決戦に出陣する。自身はジオ＝ヴェガと対峙して撃破し、後にバラガンと戦って左腕を失うが、鉢玄と共闘してバラガンを退けた。その後、藍染に挑むも霊圧の差で雀蜂を抑えられ、敗北する。終戦後、失われた左腕は回復した。
千年血戦篇での一度目の星十字騎士団との戦いではBG9（ベー・ゲー・ノイン）と対峙し、早期決着を狙い卍解するも「雀蜂雷公鞭」を奪われてしまう。戦闘後は総隊長である元柳斎の死に対して、声を荒げるなど、取り乱した様子を見せた。二度目の侵攻では大前田の危機を救って再びBG9と対峙し、奪われた卍解に代わる対抗手段として完成させた『無窮瞬閧』により一時圧倒するも、殆どダメージを与えられずに逆に追い詰められ、重傷を負い意識不明になるが、浦原の声によって目覚め、侵影薬により卍解が虚化したことで卍解を取り戻し、「雀蜂雷公鞭」でBG9を倒す。その後は気絶し、大前田に担がれて合流した雛森から治療を受けて、回復した。
浦原喜助の呼びかけで集った技術開発局で四楓院夕四郎と会った時には、涙をこらえながら感動していた。その後、京楽らに追随して霊王宮に突入するも、特に出番はなかった。
10年後にはユーハバッハの力の残滓を消すべくと戦おうとしたが、先に一勇によって消滅させられたため、戦うことはなかった。
アニメオリジナルの新隊長天貝繍助篇では任務の邪魔をされたため、始解して一護を本気で殺そうとしたが、ルキアの始解で妨害され、逆にその後の一護達の行動（脅迫に近い行為）で逃がすことになった。
【斬魄刀】：雀蜂（すずめばち）
始解とともに、針状で指に装着するタイプの爪のような刃に変化する。
能力は最初の一撃で標的の身体に刻印を刻み、二撃目で同じ場所にもう一度攻撃を加えることで、相手を確実に死に至らしめるというもの。
解号は「尽敵螫殺『雀蜂』（じんてきしゃくせつ『 - 』）」
【卍解】：雀蜂雷公鞭（じゃくほうらいこうべん）
解放すると右腕に巨大な照準器付きの砲台が装備され、そこからミサイルのように砲弾を放つ。
一発による破壊力は巨大な爆風を伴う程強い。ただし連続での使用は体力の消耗が激しいため、使用できるのは三日に一発程度となっている。

市丸 ギン（いちまる ギン）
声 - 遊佐浩二
三番隊隊長。藍染と共に離反。

鳳橋 楼十郎（おおとりばし ろうじゅうろう）
声 - 樫井笙人
元三番隊隊長。市丸離反後に復帰する。

卯ノ花 烈（うのはな れつ）/卯ノ花 八千流（うのはな やちる）
声 - 久川綾
四番隊隊長。
首元で一本三つ編みした髪型が特徴の落ち着いた容姿の女性。
一人称は「私」。基本的に言動共に静かで穏やかな人格者だが、言うことを聞かない患者や自分の意見に素直に従わない者には笑顔で威圧する。
かつては零番隊の麒麟寺天示郎から回復・治療用の鬼道・回道を教わっており、治癒部門の責任者として戦線にあまり出ず隊内ではサポート主体の役割だが、後述の経歴から本来は戦闘の方に才覚を持つ。
ちなみに、京楽をして「大先輩」と言わしめる元柳斎に次ぐ古参の隊長であり、総隊長である元柳斎に唯一意見を述べる事ができる稀有な隊長でもある。
尸魂界篇での騒動においては、藍染の「死体」の発するかすかな不自然さをただ一人感じ取り、日番谷同様に藍染の謀略を早急に認識できたため、死神側は迅速な行動を取ることができた。
破面篇では白哉・剣八・マユリとともに虚圏へ侵入し、茶渡とガンテンバインに救護を施した後、現世に駆けつけようとする一護に同行する。現世までの道中で一護に藍染の鏡花水月の能力を説明しつつ、虚圏の戦闘で傷ついた身体と霊圧を回復させ、現世に辿り着いたあとは、傷ついたひよ里らの治療に当たる。
千年血戦篇で本名および彼女が初代「剣八」であったという事実が判明。本名の「八千流」は数多のありとあらゆる剣術流派を我が手に収めたとの自負から自ら名付けたものであり、かつては尸魂界史上類を見ないほどの大罪人であった。
だが元柳斎にその力を買われて十一番隊隊長に就任し、現在に至る十一番隊の礎を作り上げた人物でもある。またその頃に少年時代の更木剣八と出会い、共に自分より強い相手を探していた者同士交戦し高揚するが、その際に無意識の内に「彼女を殺しては、2度とまともな戦いが楽しめなくなる」との恐れが生じた剣八が、自分より弱い卯ノ花に合わせて力を抑え込んでしまう。剣八の力を封じさせてしまった己の不甲斐無さに絶望するも、同時に彼こそが「剣八」を名乗るに相応しい人間だと確信する。
そして星十字騎士団による一度目の侵攻の後、新たに総隊長に就任した京楽の「更木剣八に斬術を教える」という指示を受け、無間にて更木剣八と死闘を繰り広げる。その能力を開花させたことに満足し、その刃の前に倒れ絶命した。『獄頣鳴鳴篇』では山本・浮竹ともども魂送礼祭にて地獄行きの対象にされた他、「死剣（しけん）」という二つ名が明かされている。
【斬魄刀】：肉雫唼（みなづき）
解号は不明。能力解放とともに巨大なエイに似た生物に変化し、呑みこんだ者に対し治癒能力を発揮する。
封印状態のときは普通の刀よりもかなり曲がった刀身をしており、肩かけ用の紐がついている。封印時にはよほどのことがない限り勇音に携帯させている。
【卍解】：皆尽（みなづき）
始解と漢字は違えど、同じ名をもつ卍解。能力開放とともに血のような液体が周囲に滴り包み込み、刀身にも液体を収束させる。詳細な能力は不明。
アニメ版では、液体を纏った斬撃を飛ばしたり、敵の体から滲まれた血を吸い込み、自分の傷を回復させるというような描写がされている。
ゲーム『Brave Souls』では、斬撃を仕掛けたあとに味方全員の体力を回復し、当たった敵全員にダメージを与える効果である。

藍染 惣右介（あいぜん そうすけ）
声 - 速水奨
五番隊隊長。自身の目的のために護廷十三隊を離反する。

平子 真子（ひらこ しんじ）
声 - 小野坂昌也
元五番隊隊長。藍染離反後に復帰。

朽木 白哉（くちき びゃくや）
声 - 置鮎龍太郎
演 - MIYAVI
六番隊隊長。

狛村 左陣（こまむら さじん）
声 - 稲田徹
七番隊隊長。
義理固い性格の男気溢れる武人系大男。一人称は「儂」。正体は人狼。
破損して素顔が知られるまでは獣の顔を隠すため虚無僧のような鉄笠や手甲を着用し、常に顔や手を隠していたが、剣八との戦い以降は顔を隠さなくなった。
孤独だった自分を死神として拾ってくれた山本元柳斎への恩義に報いるために護廷十三隊に入隊し、元柳斎の考えに殉ずる意思をもつ。九番隊隊長の東仙要とは死神になる前に出会い、ともに死神を目指した親友の間柄だった。
尸魂界篇では一護らに味方した剣八を始末すべく東仙とともに対峙するが、元柳斎の霊圧を察知して戦闘を中断した。その後は東仙と離れて行動していたが、藍染・東仙らの謀反を知らされた際には一足早く双極の丘に到着し、卍解して交戦しようとするも藍染の放った破道「黒棺」を喰らい重傷を負った。
破面篇では他隊の隊長格と共に空座町での決戦に出陣し、バラガンの従属官のポウに追い詰められた一角を救い、ポウを卍解で一撃の元に叩き伏せて撃破した。その後は檜佐木とともにかつての親友であった東仙と交戦し、死闘の末に東仙と和解することができた。しかし、その直後に東仙が藍染により殺害される。その後、藍染に立ち向かうが、藍染の圧倒的な力の前になす術なく敗北した。
千年血戦篇の「見えざる帝国」の一度目の侵攻ではバンビエッタと対峙し、早期決着を狙い卍解するも「黒縄天譴明王」を奪われてしまい、右耳を失う重傷を負った（その後完治している）。滅却師らの撤退後、かつて出奔した人狼の一族の元を訪れ、「大爺様」と呼ばれる巨狼に一族の秘儀を聞き出そうとするも拒まれ戦闘になってしまう。その後、何らかを経てなんとか一族の秘儀「人化の術」の存在を聞き出し、術の発動のために自身の心臓を肉体から切り離し、わずかに獣のころの面影を残した長髪の人間の姿となる。
「見えざる帝国」の二度目の侵攻では、バンビエッタに劣勢を強いられていた平子と雛森を庇い再び対峙。卍解「黒縄天譴明王・断鎧縄衣」を発動し、不滅となった明王と「人化の術」で不死身になったことでバンビエッタの攻撃をものともせず、明王の一太刀でバンビエッタに圧勝した。続いてユーハバッハのいる銀架城へと進撃しようとするも、「人化の術」が解けて完全に獣の姿へと変貌してしまう。復讐心に駆られかつての東仙の二の舞になってしまった自分を卑下するが、射場の励ましを受けてともにユーハバッハのもとへと向かう。その後の動向は不明だったが、射場とともに行動していることが描かれた。以降はどうなったのかは描かれず、最終回でも登場しなかった。
小説版では、隊長職を退き（射場により、戦死したと護廷十三隊には説明された。なお、霊圧の残滓から一部は存命に気づいている模様）、人狼族の少年を射場のもとに預け、狼として裏山で生活していることが判明した。呪いのため、人語は話せなくなったようだが、人狼を介すれば意思疎通がとれるため、自らが隊長の器として充分か思い悩む射場を励ます言葉を伝えた。
【斬魄刀】：天譴（てんけん）
能力解放に伴う形状変化はないが、自身の攻撃動作に合わせて具現化した巨大な剣撃や拳で攻撃する能力をもつ。
卍解とは異なり、具現化させた剣が破壊されても本体に影響が及ぶことはない。
アニメでは飛ぶ斬撃のエフェクトに変更され、卍解の一部分を召喚しているようにも描写されている。
解号は「轟け『天譴』（とどろけ『 - 』）」
【卍解】：黒縄天譴明王（こくじょうてんげんみょうおう）
能力解放とともに、自身の動きに連動して動く鎧兜を身にまとった巨人を召喚する。狛村は巨人を「明王」と呼んでいる。
巨体を生かした攻撃力は帰刃時のポウを一撃で倒すほどの威力をもつが、巨体ゆえに動きが鈍重なため一撃で敵を倒しきれなかった場合や素早い相手には苦戦するおそれがあるうえ、命を鎧に変える卍解であるため、狛村とのリンクの度合いが非常に強く、明王が傷つけられると狛村の同じ部位にまで傷がつくデメリットがある。
しかしそのデメリットは狛村が回復すれば卍解時でも回復するという特性でもあり、「卍解時に破壊された斬魄刀は二度と修復しない」という原則の唯一の例外の斬魄刀である。
黒縄天譴明王・断鎧縄衣（こくじょうてんげんみょうおう・だんがいじょうえ）
「黒縄天譴明王」が命を吹き込まれた鎧を脱ぎ捨てた形態。角が生えた骸骨のような顔に髭をたくわえて両目に炎を灯らせ、痩身の体に黒い縄をまとった巨人の姿をしている。霊圧を剥き出しにした力のみに特化した姿であり、たとえ破壊されようと即座に修復する。動作も俊敏で逃走を図ろうとしたバンビエッタに跳躍で易々と追いつき、その剣速は触れた瞬間に爆発する「爆撃」ごと斬撃を叩き込めるほど。ダメージを狛村本体と共有するという弱点はそのままだが、「人化の術」により不死身となった狛村は事実上その弱点を克服した。

京楽 春水（きょうらく しゅんすい） / 京楽次郎総蔵佐春水（きょうらく じろう さくらのすけ しゅんすい）
声 - 大塚明夫、佐倉綾音（少年期）
八番隊隊長→一番隊隊長・護廷十三隊総隊長。
上級貴族・京楽家の次男。一人称は「ボク」。
隊長羽織の上から女物の着物を羽織った派手な格好をしており、髪に刺している2本の風車の簪は、京楽の兄とその妻であった七緒の母が、生前にそれぞれ所持していたもの。
普段は仕事をサボって酒を飲みに行ったりとマイペースな性格で、争い事はなるべくやりたくない。
隊士の支持も高く、副隊長の七緒とも強い信頼を築いている。護廷のためであれば、面子や流儀に固執しない効率主義的な思想を持つ。
元柳斎とは幼少の頃から交流があり、その後は真央霊術院でも教わるなど、肉親以上の情を持っている。浮竹十四郎とは霊術院時代から元柳斎の元で教えを乞うた仲であり、後に共に霊術院卒業生としては初の隊長に就任した。そのためこの2人に対しては態度がフランクであり、山本に至っては「山じい」と呼びタメ口で話すほど。
尸魂界救出篇では、現世より侵攻してきた茶渡を一太刀で斬り伏せ捕縛する。その後ルキアの処刑に疑問を抱く浮竹に協力して双殛を破壊した後、斬魄刀を解放して元柳斎と対峙するが、藍染の裏切りの発覚により戦闘を中断した。
破面篇では他隊の隊長格とともに、空座町での藍染との決戦に出陣した。自身はスタークと交戦し一度は戦闘不能に追い込まれるも、次いで出撃したラブやローズとの交戦中に回復し、再度スタークと交戦して勝利を収めた。後に日番谷らとともに藍染と対峙し、花天狂骨の能力で戦うが敗北した。
千年血戦篇での『見えざる帝国』の一度目の侵攻ではロバート・アキュトロンと対峙し、右目を失う重傷を負うものの互角に渡り合うが、元柳斎がユーハバッハに敗北した事で激しく動揺し、敗北したものの持ち堪える事に成功した。その後は一番隊隊長・護廷十三隊総隊長に任じられ、再びの襲撃に備えて更木剣八に斬術を教えるよう、卯ノ花に要請するなどの対策を講じる。
二度目の侵攻では、七緒とともにハッシュヴァルトと対峙するが、帰投命令によりハッシュヴァルトが去ったため直接の交戦はなかった。その後は四十六室との交渉を行い、無間に収監されていた藍染を隊士たちの批判も覚悟で一時的に解放した。その後各隊の隊長・副隊長らを連れて霊王宮に突入し、足止めのため親衛隊の1人であるリジェ・バロと対峙。卍解を発動して首を落とすも、異形の姿に変貌し復活を遂げたリジェの攻撃により重傷を負う。しかし、救援に訪れた七緒に説得されて、義姉だった伊勢檍涼から預かって狂骨に隠してもらった、伊勢家に代々継承されていた彼女の斬魄刀を返還し、そして七緒とともにリジェを撃破する事に成功するが、傷が深かったために倒れてしまい、一旦休息を取った。
一連の戦いの後は、八番隊隊長としての自身の後任にかつての部下だったリサを復帰させ、勇音と射場を隊長に昇進させた。10年後にはルキアを十三番隊隊長に任命し、浮竹の墓参りをしている。
【斬魄刀】：花天狂骨（かてんきょうこつ）
声 - 小清水亜美（花天）
珍しい二刀一対の斬魄刀。斬魄刀の本体は花天の「お花」と、狂骨の「お狂」に分かれている。しかし実態は、八鏡剣を隠すために七緒の母の願いを聞き入れたお花が、お狂を産んだ影響で後天的に二刀になったことが京楽の口から語られている。
封印時は大小の刀として携帯しているが、能力解放とともに2本の青龍刀のような形状に変化する。
能力は霊圧領域内で『花天狂骨』が提示する「（子供の）遊び」のルールに、京楽を含めた敵を強制的に従わせるというもの。そのためルールによっては京楽自身もダメージを負い、不利となるリスクも生じる。劇中では「嶄鬼」「影鬼」「艶鬼」「だるまさんがころんだ」「影送り」などの「遊び」を披露している。
解号は「花風紊れて花神啼き 天風紊れて天魔嗤う『花天狂骨』（はなかぜみだれてかしんなき てんぷうみだれててんまわらう『 - 』）」。
【卍解】：花天狂骨枯松心中（かてんきょうこつからまつしんじゅう）
能力解放とともに周囲を自身の霊圧で包み込み、その場の事物を男女の心中物語に見立て、強制的に敵へ損傷を与える。
その霊圧は辺り一帯が暗闇に覆われるほどのもので、一護やナックルヴァールをして戦慄を覚えるほどに暗く寒いものへと変貌する。
一段目・躊躇疵分合（ためらいきずのわかちあい）
敵が京楽に負わせた傷を敵の身体にも負わせる。その傷で死ぬことはできない。
二段目・慚愧の褥（ざんきのしとね）
敵の身体に無数の黒い斑点を浮かび上がらせ、ダメージを与える。
三段目・断魚淵（だんぎょのふち）
京楽と共に敵を水中のような異空間に互いの霊圧が尽きるまで閉じ込める。どう足掻いても脱出することは不可能で、強制的に沈んでいく。
〆の段・糸切鋏血染喉（いときりばさみちぞめののどぶえ）
京楽の指先から伸びる細長い糸状の霊圧の刃で敵の喉笛を切り裂き、止めを刺す。

矢胴丸 リサ（やどうまる リサ）
声 - 服部加奈子 → 石塚さより
元八番隊副隊長。京楽が総隊長に就任後は、八番隊隊長として復帰する。

東仙 要（とうせん かなめ）
声 - 森川智之
九番隊隊長。藍染と共に離反。

六車 拳西（むぐるま けんせい）
声 - 杉田智和
元九番隊隊長。藍染離反後に復帰。

日番谷 冬獅郎（ひつがや とうしろう）
声 - 朴璐美
十番隊隊長。

更木 剣八（ざらき けんぱち）
声 - 立木文彦
十一番隊隊長。

涅 マユリ（くろつち マユリ）
声 - 中尾隆聖
十二番隊隊長・技術開発局局長。

浮竹 十四郎（うきたけ じゅうしろう）
声 - 石川英郎、藤原夏海（少年期）
十三番隊隊長。
下級貴族・浮竹家の出身。白い長髪と穏やかな表情が特徴。驚異的な実力と明るく温和で義理堅い性格。一人称は「俺」。
生まれついてより病弱で、幼少の頃より肺病を患う。それが原因で髪の色が白く、時折血を吐くため寝込むこともしばしば。
実は3歳の頃の肺病で死にかけていたところを、「ミミハギ様」の名で崇められ東流魂街の土着神と化していた霊王の右腕を肺に憑かせたことにより生き永らえており、そうした経緯もあって隊長格の中でも霊圧量は飛び抜けて高い。
かつては親友の京楽春水とともに、元柳斎の指導の下で「真央霊術院」を出た初めての隊長であり、元柳斎を今でも「先生」と呼ぶこともある。また、ルキアを始めとした自身の部下はもちろん、他の隊長・副隊長や隊士からも広く慕われている。
尸魂界救出篇では、部下のルキアを助けるために京楽と協力し双極の破壊に成功し、ルキアを助けることができたものの、師である山本元柳斎との戦いを余儀なくされた。一護が正式に死神代行に任命された際には、その証である代行証を一護に直接手渡した。しかし、実際には代行証は死神代行の行動を秘密裏に監視するためのものであり、その制度を考案したのは浮竹自身であった。一護は浮竹がこの事をあえて気付かせるように仕向ける事で、選択の道を与えていたと推測していた。その後、死神代行消失篇で代行証に関わるすべての事実を知った一護は、隊長たちを信じて今後も代行証を所持する事を決意し、この事を京楽から聞かされた浮竹も一護の精神的成長を感じていた。
破面篇では他隊の隊長格とともに、空座町での藍染との決戦に出陣する。京楽とスタークの交戦をともに見守っていたリリネットをあしらい鍛えている最中、戦況の一変でスタークとリリネットが融合解放し京楽に加勢するが、急に現世に来たワンダーワイスによって胸を貫かれるほどの重傷を負ってしまった。空座町決戦後は、完治した状態が描かれていた。
星十字騎士団との戦いでは、滅却師（顔は描かれていなかったが黒髪風の人物）と対峙していたが、卍解は奪われずに済んだ。二度目の侵攻時には、仙太郎・清音とともに流魂街「逆骨」におり、「神掛（かみかけ）」のための準備をしていた。その後、瀞霊廷内で京楽と会話する場面で再登場。体中に包帯を巻き、霊王の右腕に己の臓腑すべてを捧げる「神掛」を行った影響で影が異形のものになっていた。ユーハバッハが霊王を殺害した際には自身を犠牲にして霊王の右腕を解放し、霊王の身代わりとなって世界の崩壊を一旦は防ぐが、ユーハバッハがその力を奪ったために浮竹は倒れてしまった。その後は謎だったが、十年後のシーンで墓標が描かれ、死去していた事が明らかになった。『獄頣鳴鳴篇』では前記の理由により地獄に堕ちており、魂送礼祭の最中に現れたザエルアポロを双魚理で貫いて地獄へ送還した。
【斬魄刀】：双魚理（そうぎょのことわり）
二刀の斬魄刀だが、解放前は一振りであり、開放と同時に二振りになる。
能力解放とともに刀身が逆十手状になり、柄しが縄で繋がれた二刀一対の刀に変化する。片方の刃で受けた技を、もう片方の刃から放出（たとえば相手の虚閃を吸収して撃ち出すなど）して攻撃できる能力をもつ（スターク曰く、「随分と性悪な能力」）。また、二つの刀の間の縄にある五枚の札の力で相手の技のスピード・軌道などをわずかに変え、相手の避けるタイミングをずらすことができる。
アニメオリジナルで霊骸が使ったときは、天鎖斬月の「月牙天衝」はおろか流刃若火の炎をも跳ね返したほどである。
小説『BLEACH Can't Fear Your Own World』で、二刀一対の斬魄刀となった経緯に、霊王の右腕が関与している可能性があると京楽は推察している。
解号は「波悉く我が盾となれ 雷悉く我が刃となれ『双魚理』（なみことごとくわがたてとなれ いかずちことごとくわがやいばとなれ『 - 』）」
卍解は作中で未登場のため解号・能力・形状ともに不明。

#### 副隊長
雀部 長次郎 忠息（ささきべ ちょうじろう ただおき）
声 - 山口太郎、鈴木崚汰（青年期）
一番隊副隊長。
銀髪と口髭が特徴で西洋人のような風貌をした初老の容姿の男性。
師の元柳斎に対しては2000年以上前から作中時点に至るまで忠義を尽くし、生涯彼の右腕としてあり続ける事を旨としていた。そのため実際の戦闘力は隊長クラスに比肩しながらも、一番隊の副隊長の地位を保ち続けていた。
尸魂界篇ではルキアの身柄を奪還した一護と恋次を追跡し始解を発動するも、一護に一撃で気絶させられている。
破面篇の空座町での決戦時では、元柳斎の命で戦場の周囲に施された結界の防衛をしており、戦闘には参加していなかったが、救援に駆け付けた平子たち仮面の軍勢を自らの判断で結界の中へ通した。
千年血戦篇では、黒陵門付近で一番隊隊士116名とともに警備にあたっていたが、宣戦布告として襲撃してきた「見えざる帝国」の侵入者8人のうちの一人であるドリスコールに卍解を奪われ殺害された。事切れる直前、滅却師らが死神らの卍解を封じる手段を持っていることを元柳斎に伝え、息絶えた。
【斬魄刀】：厳霊丸（ごんりょうまる）
能力解放とともに鍔の形状変化と刀の形状がレイピアの風に変化する。
刀身から雷撃を放つ能力を持つ。
解号は「穿て『厳霊丸』（うがて『 - 』）」
【卍解】：黄煌厳霊離宮（こうこうごんりょうりきゅう）
能力解放時「天相従臨」が発動し、上空に向けて厳霊丸から雷を放ち、上部にアンテナのように一条、下部に十一条の雷の帯が伸びた楕円に近い形の霊子を上空に形成する。
作中では雀部を殺した「星十字騎士団」の一人であるドリスコールがこの卍解を奪い、元柳斎戦で使用した。
ドリスコールは手掌の動きに合わせて落雷を撃ち出すように使用していたが、アニメ版にて「厳霊丸の刀身に雷の帯を纏わせた後、超高速の刺突攻撃を放つ」という本来の使用方法が判明した。

大前田 希千代（おおまえだ まれちよ）/大前田 日光太郎右衛門 美菖蒲介 希千代（おおまえだ にっこうたろうえもん よしあやめのすけ まれちよ）
声 - 樫井笙人
二番隊副隊長。
太めの体格で常に油せんべいを抱えている。一人称は「俺」。金持ちのボンボンで、自身も大前田宝石貴金属工場の社長を兼任している。家族構成は父・希之進、母・希華、姉・希美、長男の希千代、次男・希二郎三郎、次女の希代（声 - 藤田咲）の6人で、年の離れた末妹の希代だけは見た周りが驚くほど容姿がかけ離れている。
一見鈍重そうに見えるものの、隠密機動ということもありスピードは相当速いが、臆病な一面があり格上と戦う際は逃げ腰になることが多い。ただし護廷十三隊としての自覚は少なからずあるようであり、星十字騎士団との二回目の戦いでは怖がる妹を「護廷十三隊として戦わなければならない」と諭している。
破面篇では他隊の隊長格と共に空座町での戦闘に出陣し、バラガンの従属官ニルゲ・パルドゥックと対戦し勝利を収める。続くバラガンとの戦いで時間稼ぎの相手を任された時は、バラガンの能力に対し恐れをなして逃げ回っていたが、砕蜂が卍解を使用した反動で吹き飛ばされた際や、二度目の卍解の使用で意識を失いかけた際は、副隊長として即座に身体を支えに向かっている。
千年血戦篇での二回目の侵攻はBG9と対峙するも、妹の希代を重傷を負わされた上で人質に取られ（アニメ版では、希代にかすり傷をつけさせない様、守るために身を挺して庇った）、激昂して挑みかかるも歯が立たず殺されそうになるが、砕蜂の救援により助けられる。その後、BG9の不意を突いて重傷を負った砕蜂を救出、浦原から転送された侵影薬を渡し、勝利に貢献する。その後は、気絶した砕蜂と希代をかばいながらの戦闘で聖兵に苦戦するが、平子・雛森の救援により事なきを得た。その後に京楽らに追随して霊王宮に突入するが、倒れた檜佐木に歩み寄った隙を突かれ、リジェに狙撃されて倒れる。
【斬魄刀】：五形頭（げげつぶり）
直接攻撃系の斬魄刀。能力解放とともに刀身が柄部分と鎖で繋がれた棘付き鉄球（モーニングスター）状に変化する。
一護のパンチ一発やジオ＝ヴェガ戦で砕蜂を庇った際等で粉砕されたが、直後のバラガン戦では元通りになっているので耐久力は低いが回復力は高いとみられる。
解号は「打っ潰せ『五形頭』（ぶっつぶせ『 - 』）」

吉良 イヅル（きら イヅル）
声 - 櫻井孝宏
三番隊副隊長（市丸謀反後は隊長業務を兼任）。一人称は「僕」。瀞霊廷の下級貴族出身。
真面目な性格だがやや気弱で暗い性格で、上の立場の人間に忠実。
特に隊長のギンには絶対の信頼を寄せていたため、自身のあらゆる感情を押し殺して従っていた。
恋次・雛森とは同期で、檜佐木は先輩。真央霊術院に首席合格しており、同級生だった雛森に好意を寄せていた。
尸魂界篇ではギンへの信頼を利用され、藍染の思惑を知らないまま、ギンとともに暗躍する。乱菊との戦いのあと、勇音の天挺空羅により雛森の重傷を知ることで自分が利用されていたことに気づく。
ファンブック『13BLADEs.』収録の小説版では、藍染捕縛後に市丸の副官であったことから、中央四十六室に裁判にかけられるが無罪となり、その後で阿万門ナユラと会話している。
破面篇の空座町での藍染との決戦では、転界結柱の守護を担当。破面のアビラマ・レッダーとの対決に勝利した後、アヨンによって負傷させられた乱菊たちの治療を行う。その後鏡花水月の力で雛森と入れ替わっていた藍染に切り伏せられるが、一命を取り留めた。
千年血戦篇では一度目の侵攻で、バズビーの不意打ちを喰らい右半身の大部分を抉られ死亡する。その後、マユリにより被験体として回収され、拍動は止まり体は死んでいる「死人」として復活。その際に霊圧を増量され、隊長クラスの霊圧を持ち、膂力と頑強さも強化された。その後は四十六室を襲撃していたシャズと交戦し、鬼道と斬魂刀を駆使して勝利、続いて七緒と京楽に分裂させられたリジェとも交戦した。最終回には登場しなかった。
小説版『WE DO knot ALLWAYS LOVE YOU』では、体は死んだままだが、副隊長を続けていることが判明した。
【斬魄刀】：侘助（わびすけ）
解放すると直角に折れ曲がった形状の刀身に変化する。
攻撃を加えた回数の分だけ、対象の重量を倍々に重くする能力をもつ。
解号は「面を上げろ『侘助』（おもてをあげろ『 - 』）」

虎徹 勇音（こてつ いさね）
声 - ゆかな
四番隊副隊長→四番隊隊長。
ショートカットで長身の女性死神。一人称は「私」。虎徹清音の姉。優柔不断な性格でかなりの怖がりな性格。
尸魂界篇では卯ノ花に同行して藍染の叛逆を知り、鬼道を用いて各死神に即刻伝達を行う事に成功している。破面篇では卯ノ花に同行して茶渡やガンテンバインを治療したあと、単身で白哉のもとへ現れてルキアと花太郎を治療した。その後は卯ノ花の命で現世には同行せず、白哉やマユリたちの補佐として残った。
千年血戦篇での「見えざる帝国」の一度目の侵攻時は、他の四番隊士らとともに前線には出ず、綜合救護詰所である四番隊隊舎で待機していた。二度目の侵攻ではやちると行動をともにしており、負傷したローズと拳西を治療していたところにグエナエルと遭遇し戦闘となる。その後はやちるとともに突如現れたグレミィに追い詰められて窮地に陥ったところを剣八に助けられた。その際に剣八から、卯ノ花を斬ったことと「剣八の名」を受け継いだことを告げられ、複雑な表情を見せながらも安堵し、涙を流した。後に花太郎とともに負傷した剣八、一角、弓親、檜佐木を浮竹の指導のもとに治療した。その後に京楽らに追随して霊王宮に突入するが、リジェに狙撃されて倒れる。
血戦後は、卯ノ花の後任として四番隊の隊長に就任した。
【斬魄刀】：凍雲（いてぐも）
封印時から雪の結晶のような形をした鍔を持ち、能力解放とともに刀身が3本に分かれた形状に変化する。
作中では一護との交戦時に解放したのみで描写が少なく、能力は不明。
解号は「奔れ『凍雲』（はしれ『 - 』）」

雛森 桃（ひなもり もも）
声 - 佐久間紅美
五番隊副隊長。
流魂街出身。可憐な容貌の女の子といった見た目をしている。一人称は「アタシ」。
恋次・吉良とは同期で、檜佐木は先輩。日番谷冬獅郎とは幼なじみ。また、可愛らしさから他隊隊士からの人気も高い。
日番谷とはともに潤林安で血のつながらない祖母と一緒に住んでいた。かつては彼を「シロちゃん」と呼び、隊長と副隊長の間柄になった現在でも「日番谷くん」と呼び続けては日番谷に隊長と呼ぶよう注意されている。また、霊術院時代に謀反前の直属の上官・藍染に助けられて以来、敬愛していた。
鬼道の達人であり、独自で組み合わせた鬼道を使うこともあり、四番隊隊士ほどではないが回道も使える。
尸魂界篇では藍染の死（実際は藍染本人による偽装）によって錯乱し、日番谷との同士討ちを仕向けられるなど藍染の策略に踊らされる破目になり、後に再会した藍染に刺され瀕死の重傷を負う。卯ノ花の手当てにより一命を取り留め、床に就せた状態から起き上がるも、藍染の救済を日番谷に懇願し現実から逃避するなど、精神的ショックから立ち直れずにいた。
後にそのショックから立ち直り空座町にて戦前に復帰、ハリベルの従属官と交戦をする乱菊に加勢するが、アヨンの攻撃で重傷を負い、吉良の治療を受けていたところを鏡花水月の力で藍染と錯覚して攻撃した日番谷に刃で貫かれてしまい、決戦後は十二番隊のもとで臓器回復の治療を受ける。
千年血戦篇での『見えざる帝国』の二度目の侵攻では、負傷した平子の援護のためバンビエッタを飛梅で攻撃しようとするが、バンビエッタの能力の前には通用しないと共闘していた狛村から諭され、援護には至らなかった。その後は平子を治療して大前田たちと合流し、京楽や平子らに追随して霊王宮に突入する。
霊王宮突入後、リジェによる副隊長を中心に狙った狙撃からは逃れており、京楽が離脱したあとで白哉や平子ら生き残った隊長・副隊長と仮面の軍勢の全員でジェラルドと交戦する。しかし、能力を発動したジェラルドに逆転されて平子とともに戦線を離脱し、平子を支えながら乱入してきた日番谷とジェラルドの交戦を見守る。
小説『The Death Save The Strawberry』では、負傷から回復した後、隊長就任を受けた平子と対面し、乱菊と七緒の励ましで藍染との思い出を受け入れられるようになったことを語り、それからも新たな上司となった平子とは良好な関係を築けている様子が描かれた。
千年血戦篇以降は、破面篇までの暗い表情を見せる描写はなくなっている。
【斬魄刀】：飛梅（とびうめ）
炎熱系斬魄刀。能力解放とともに七支刀のような形状に変化する。
刀身から火球の小型の玉を放つ能力をもつ。
解号は「弾け『飛梅』（はじけ『 - 』）」

阿散井 恋次（あばらい れんじ）
声 - 伊藤健太郎
演 - 早乙女太一
六番隊副隊長。

射場 鉄左衛門（いば てつざえもん）
声 - 西凛太朗
七番隊副隊長、男性死神協会会長。
広島弁でサングラスを掛けたいかつい容貌だが、実際には母親思いで仁義に厚い性格。一人称は「儂」。
かつては十一番隊に所属しており、その影響もあってか好戦的な一面の描写がある。また、一角曰く「十一番隊を抜けたのは、病気の母親（110年前の三番隊副隊長であった射場千鉄）の治療費のため」。
一度狛村の絵を書いた時に「自分の腕では威厳と力強さが出せない」と嘆いていたが、風貌に似合わず絵のタッチはポップ風。
破面篇での偽の空座町での決戦では、一角が卍解を使用しなかったことで破面のチーノン・ポウに倒され転界結柱の一つを破壊されたことにより始まった転送回帰を止める役割を負いつつ、一角を叱っていた。その後はアヨンに奇襲をかけるも返り討ちに遭い、吉良の治療を受けていたが、雛森と入れ替わっていた藍染に切り伏せられた。
千年血戦篇の『見えざる帝国』の一度目の侵攻では、狗村とともにバンビエッタと対峙し、『見えざる帝国』の撤退後は大岩を担いで修行に励んでいた。二度目の侵攻では「人化の術」の代償により獣の姿になってしまった狛村を鼓舞し、共にユーハバッハのもとへと向かった。戦後は隊長に就任し、隊長であり続けるために鍛錬を毎日欠かさず、いつも鍛錬場から出勤している。
また、隊長就任後を描いた小説版では、人狼族の少年たち（うるいとショウマ）の身元引受人になっており、見習いとして受け入れている。
【斬魄刀】：名称不明
名前・解号・能力等すべて不明なミステリアスな斬魄刀。
封印時は匕首状で、能力解放とともに鍔がなく広い刀身の中ほどに枝のような刃が付いた形状に変化する。元十一番隊であるため直接攻撃系の斬魄刀だと思われる。
斬魄刀異聞篇においては勇音の突っ込みに涙ながらに答えていた。
ただし、血戦後に隊長に就任しているため、卍解は習得していると思われる。
伊勢 七緒（いせ ななお）
声 - 生天目仁美
八番隊副隊長→一番隊副隊長。
眼鏡をかけた生真面目な性格の女性死神。一人称は「私」。
普段から仕事をさぼっている京楽をよく叱っており、そっけない態度が目立つが実際には敬慕している。
自らの斬魄刀を所持してはいないが、鬼道の才のみで副隊長まで任命された。
幼少であった110年前から護廷十三隊に所属しており、髪型やメガネは変わらずであった。また、当時の八番隊副隊長であったリサとは月に1回読書をするなど、親しい間柄だった。
神官の家系である伊勢家の出身で、父は京楽春水の兄・京楽春山であったため、七緒は春水の姪にあたる。伊勢家は女系であったため、代々他の家から婿を取っており、婿入りした男性は伊勢家の「呪い」のために早死にすると言われていたため、母の伊勢檍涼は伊勢家の血を断つ覚悟で京楽家へと入った。しかし父も七緒が幼い頃に病死したため、結局は母ともども伊勢家に帰される事となるが、母もこの「呪い」が伊勢家が代々管理する神剣によるものと考え、娘を呪いから守るべくこれを紛失と称して秘匿した事で処刑され、その後は親戚であった老夫婦に引き取られて育てられていた。
千年血戦篇では、元柳斎の死後に京楽が一番隊隊長に就任した際、「自分の扱いを熟知している」との理由から一番隊副隊長に任命された。『見えざる帝国』の二度目の侵攻では、京楽とともにハッシュヴァルトと対峙し、結界を張ってハッシュヴァルトの侵入を防ぎ、京楽を援護した。その後は京楽らに追随して霊王宮に突入し、リジェの狙撃を阻止するために一人残った京楽の命で平子たちとともに一旦は先に進むも、自身は再度京楽のもとへ戻り、重傷を負った京楽を説得して伊勢家の神剣であった斬魄刀『神剣・八鏡剣』を受け取る。そしてリジェと対峙し、京楽の助けを借りてリジェを真っ二つに両断した。
戦いが終息した後の小説版では、副官に沖牙がいるという理由でリサに引き抜かれそうになるが京楽が却下したため、正式に決まるまでの間は八番隊副隊長代行として京楽・リサ両名の副官となり、忙しそうである。
【斬魄刀】：神剣・八鏡剣（しんけん・はっきょうけん）
伊勢家の家長が代々受け継いできた祭事に用いる剣で、刃がないのが特徴。そのため、伊勢家の死神は個人の斬魄刀を持っていない。
神と対峙して際に神の力をその身に受け、身に受けた力を八方へと振り撒く力があるとされ、リジェと交戦した際には放たれた光線を退けている。
解号や卍解のような物があるのかは不明。

檜佐木 修兵（ひさぎ しゅうへい）
声 - 小西克幸、小林ゆう（少年期）
九番隊副隊長（東仙の叛逆から拳西の隊長復帰までの間は隊長業務を兼任）。一人称は「俺」。
左頬に「69」の刺青を彫っており、ノースリーブの死覇装を着ている（アニメでは、六車拳西への憧れから）。顔の右側、額から顎にかけて三本筋の傷跡をもつ（学生時代に藍染により生み出された巨大虚（ヒュージ・ホロウ）につけられたもの）。
真央霊術院の入試には2回落ちているが、在学中にはすでに護廷十三隊への入隊が内定、その当時から席官入り確実といわれた優等生だった。
性格は基本はクールで硬派で誠実なのだが、『カラブリ+』や単行本のおまけページなどでは想い人である乱菊のことで卑猥な妄想を膨らませて鼻血を噴き出すなど、軟派でスケベな面もある。また、給料日前に給料を使い果たしたり、乱菊・吉良と一緒に酒を飲み酔いつぶれたりするなど、計画性がない一面もある。
檜佐木は風死の形が「命を刈り奪る形をしている」という理由から、風死を気に入っていない。
101年前は流魂街に住んでおり、友人と一緒にいたところを虚の襲撃を受けるが、偶然通りかかった当時の九番隊隊長である拳西に助けられた。後に上官となった東仙のことを敬慕しており、戦士としての師として仰ぎ、「自分の剣に怯えぬ者に剣を握る資格はない」など東仙からの教えを戦士としての矜持として胸に秘めている。その死後も彼の事を尊敬しており、拳西が修行時に悪く言ったときには怒りを露わにした。
空座町での藍染との決戦では、転界結柱の守護を担当。破面フィンドールとの対決に斬魄刀を解放して勝利後、吉良とともに乱菊と雛森の救援に駆けつけるも、アヨンによって自らも負傷する。それでも怪我を押して、狛村とともに東仙に戦いを挑み、虚化した東仙に敵わなかったが、刀剣解放し狛村にとどめを刺そうとする隙を突いて、始解の斬魄刀で東仙を倒した。
『見えざる帝国』の一度目の侵攻ではドリスコールと対峙するも、圧倒的な実力差で敗死寸前にまで追い詰められ、すんでのところで元柳斎に助けられる。二度目の侵攻では一角・弓親と合流したところを、マスク・ド・マスキュリンに襲撃され敗北した。その後、一護がユーハバッハのもとに向かうための時間を稼ぐためルキア、恋次、白哉、一角、弓親とともに滅却師と対峙するも、ペペの能力で操られ白哉を襲撃、その後マユリのゾンビと化した拳西により失神させられる。その後、浮竹や勇音、花太郎の治療によって完全ではないものの回復し、京楽らに追随して霊王宮に突入するが、霊王宮の霊子環境や自身の負傷具合によって隊列から徐々に遅れていった隙を突かれ、リジェに狙撃されて倒れたが、生き残っている。
十年後にはすでに回復した姿が描かれており、その間にあった出来事を描いた小説『BLEACH Can't Fear Your Own World』では主人公として、彼視点での物語が描かれる。
【斬魄刀】：風死（かぜしに）
能力解放とともに、一対の鎖でつながった特殊な形をした二枚の互い違いの刃のついた鎌に変化する。
鎖の部分を持ち武器本体を回転させ敵に投げることで、相手に動きが読まれにくい攻撃をすることが可能。相手に鎖を絡ませて引き寄せるといった用法もある。
上記の通り、卍解の習得に向けて特訓を行い、10年後には日番谷と六車の言動から卍解は習得している。
だが、小説版での叫谷における彦禰との戦い以降は一度も披露しておらず、乱菊からは「卍解するする詐欺」と揶揄されてしまった。
一見二刀一対の斬魄刀に見えるが、小説『BLEACH Can't Fear Your Own World』にて、その本質は「鎌」ではなく「鎖」の方であったことが判明する。
解号は「刈れ『風死』（かれ『 - 』）」。
【卍解】：「風死絞縄（ふしのこうじょう）」
小説版で会得し、叫谷での戦いの終盤で産絹彦禰相手に使用した。発動すると檜佐木と対象者に鎖が巻きつき、その頭上に二人に巻きついた鎖が寄り集まった黒い太陽のような巨大な球体が生み出されて、さらに空と大地を数千本の鎖が繋ぎ止め、一際太い鎖の束が黒い巨木のように大地と黒球を一つにする。そして、檜佐木と対象者が互いに傷を負わせても卍解を発動させた時点の状態に修復され、そのたびに互いの霊圧を消費する。その状態は互いの霊圧が尽きるまで続き、また両者の体に巻きついた鎖から逃れることもできないが、檜佐木の意志で卍解を解除できる。京楽曰く「縛道系の卍解の極致」。

松本 乱菊（まつもと らんぎく）
声 - 松谷彼哉
十番隊副隊長。
流魂街の出身。死覇装の胸元を大きく開け、首にアクセサリーをしている。一人称は「アタシ」。
かなりマイペースで割り切った性格。
日番谷に絶大な信頼を寄せており戦闘での連携にも優れているが、デスクワークに関しては京楽並みによくサボるため日番谷から叱られているが、過去に幼い頃の日番谷と出会い、霊力に気づき死神という道を勧めたのは彼女である。
三番隊隊長の市丸ギンとは東流魂街六十二地区花枯（かがらし）で出会った幼なじみで同期でもある。幼少時に藍染の手によって崩玉の実験のために魂魄を削り取られ、行き倒れていたところを助けられその後は同居していた。上記の誕生日は、市丸が自分と出会った日を誕生日としてつけたものである。
小説『BLEACH Can't Fear Your Own World』では当時「霊王の爪」を宿していた事が明かされ、その影響で魂魄を大幅に削られても死ぬこともなく死神の素質も失わず、健常のまま現在に至っている。藍染曰く「死神の素質とは別に、何か失われたものがあるのかもしれない」とのことだが、詳細は不明。
破面篇では現世への破面襲来の報を受け、日番谷らとともに派遣され破面のナキームを討ち取っている。現世滞在中は織姫を頼り、彼女の家に居候していた。その後一度帰還した後、他隊の隊長格とともに偽の空座町での藍染との決戦に出陣。ハリベルの従属官三人と戦うが、三人の生み出したペット「アヨン」に腹部をえぐられる重傷を負わされ、吉良の治療によって一命を取り留める。その後満身創痍のなか、市丸の真意を確かめるため尸魂界に急行する。藍染に襲われそうになったたつきとドン・観音寺を救出した後、市丸に真意を問いただすも、戦いに巻きこまれぬよう「白伏」で気絶させられた。その後に現場に駆け付け市丸の死に目に遭遇し、死後も彼への想いを忘れなかった。
星十字騎士団との戦いでは、日番谷とともに蒼都（ツァン・トゥ）と対峙する。劣勢に陥るが山本元柳斎が放った全力の霊圧を察知し、日番谷とともに奮い立つ。二度目の侵攻で、バスビー相手に日番谷と連携し多重真空氷層を繰り出すが、途中から現れた蒼都によって重傷を負う。その後、ジゼルによりゾンビ化されてマユリを襲撃する。ほかのゾンビ化された隊長3人と同様の処置をマユリから施されたと思われ（乱菊には描写がない）、ジゼル戦後にマユリが用意していた肉体保護瓶の中に入れられてそのまま霊王宮に運ばれた。マユリとネムがペルニダを撃破した直後、処置の副作用で寿命は大きく縮んだもののゾンビ化解除が完了して、日番谷とともに復活した。以降の戦闘場面は書かれていない。
だが、小説版では、瓦礫を破壊して裏方に徹していたことが判明した。
一心が隊長だった20年以上前から副隊長であり、仕事をよくサボっていたのも当時からのため、書類業務は日番谷が担当していた。当時は日番谷が三席だったため、呼び捨てにしていた。
【斬魄刀】：灰猫（はいねこ）
能力解放とともに刀身が灰状に変化して霧散し、柄を振ることで灰となった刀身を操り敵を斬る。
さまざまな使用法があり、攻防に高い能力を発揮する。また、アニメでは見せ場が増えており、この解放状態の刀でコンクリートや鉄筋を切断してみせた
なお、本体の性格は「ワガママで気分屋でぐうたらでバカ」で乱菊とは犬猿の仲らしいが、弓親曰く「乱菊にそっくり」とのこと。
BLEACH 13 BLADEs.によると、卍解も習得しているとのことだが、これは誤植である。
解号は「唸れ『灰猫』（うなれ『 - 』）」

草鹿 やちる（くさじし やちる）
声 - 望月久代
十一番隊副隊長、女性死神協会会長。
ピンク色のショートヘアで非常に幼い外見・言動をしている。外見からわかる通り、死神の中で一番小さく軽い。
その正体は更木の斬魄刀の力の一部が具象化した存在であり、加えて己の斬魄刀を持つという、唯一無二の存在である。
一人称は「アタシ」。性格は無邪気で人懐こく、お気楽だがたまに毒舌を吐くこともある。
殺し合いの場である北流魂街79地区「草鹿」出身とされており、赤子（捨て子）のころに更木剣八に拾われ、入隊試験を受けず、いきなり副隊長の地位に就く。
副隊長で唯一上官に敬語を使わず、ほかの隊に迷惑をかけてもいるが、その性分や小柄さからか他の多くの隊長たちから可愛がられている。
他人を自身が付けたあだ名で呼ぶ（一護の場合は「いっちー」、織姫の場合は「プルルン」、白哉の場合は「びゃっくん」、一角を「パチンコ玉」「つるりん」など）が、荒牧真木造の「マキマキ」を始め、つけたあだ名を忘れることもある。
非常に小柄であるゆえか非常に足が速く、率先して事を成し遂げようと迅速な行動をとるが、それをすぐに忘れてしまう。
剣八を「剣ちゃん」と慕い、基本的に剣八の言うことしかきかない。また常に剣八と行動をともにし、移動時は常に剣八の背中に張りついて肩辺りから顔を出している。倒れた剣八を軽々と持ち上げて建物の屋上へ飛んで運ぶなど、外見に見合わず卓越した身体能力をもつ。自分が戦うよりも剣八が戦う姿を見る方が好きで、剣八が戦いを楽しんでいるときは自分も楽しんでおり、邪魔されると怒りを見せる（ゲームの技でも「邪魔しないで」と獅子のような霊圧を放つ技があったりする）。
千年血戦篇では二度目の侵略では勇音と行動をともにしており、治療のためのベッドや物資などを捜索していたときにグエナエルと遭遇し戦闘となる。グエナエルの能力に追い詰められるが、斬魄刀を解放し逆に追い詰める。その後、突如現れたグレミィの能力により危機に陥るが、剣八の救援により助かり、グレミィが剣八に意識を集中していたことで動けるようになり、傷の回復のため剣八の指示に従って勇音を追うが、その場に死覇装を残して姿を消す。ジェラルド・ヴァルキリーと交戦する剣八の前に現れて、「あたしをちゃんと使えば斬れない奴はいない」との発言と同時に卍解を伝え、自身の正体は剣八の斬魄刀の力の一部が具現化していた存在であった事を明かした。
【斬魄刀】：三歩剣獣（さんぽけんじゅう）
長い毛で覆われた小柄な「前獣」と、黒い布をまとった骨だけの巨大な「後獣」を出現させ、前獣は鉈のような刀を、後獣は骨で構成された刀を持ち攻撃する能力を持つ。また、この二体は基本は不可視の状態で「でておいで『三歩剣獣』」の解号で実体化する。
前獣・後獣は刀の前後におり、所有者の太刀筋を真似して剣を振るうため、避けようとして間合いを見切れば見切るほど間合いがズレて当たってしまう。
なお、64巻のおまけページによれば、前獣は「モコモコ」で後獣は「ホネホネ」という名らしい。

涅 ネム（くろつち ネム）
声 - 釘宮理恵
十二番隊副隊長。
黒髪の一本三つ編みでミニスカート丈の死覇装の女性。寡黙で無表情。一人称は「私」。
涅マユリが己の義骸技術・義魂技術の粋を集めて作った最高傑作の人造死神にして、涅マユリの娘にあたる。正式名称は眠七號（ネムリななごう）で、無から新たな魂を作るという「被魂魄計画・眠（ネムリ）」によって作られた7番目の個体。
常にマユリの後ろに付き添いつつもマユリからは毎回理不尽に虐げられているが、これは彼なりの特殊な愛情表現である。ネムもそれを知ってか知らずか、マユリには決して逆らわずに忠誠を貫いている。中盤以降はマユリからの扱いが多少改善されており、直接暴力を振るわれることはほとんどない。
従来ならコンおよびほかの義魂たちと同じく死神扱いはされないはずだが、誕生時にマユリの遺伝子情報（血液）をもとに血肉が生成され魂も独特のカスタマイズがされているためか、マユリの血縁者として認知されている模様。マユリとは趣味や思考、誕生日など多くのプロフィールが同一である。
華奢な外見に反して片手で瓦礫を持ち上げるなど身体能力が高く（アニメやゲームでは体術を駆使して戦う）、生命力を奪われ干乾びてもマユリなら元に戻すことが可能（作中では石田曰く「描写できないこと」をされることで生き返っていた）。腕を高速回転させて、ドリルのようにすることができる。同じ血液なので、疋殺地蔵の毒は効かない。副官章の裏には、疋殺地蔵用の解毒薬を持っている。
千年血戦篇ではマユリに対する強い信頼を露わにしており、戦闘においてもマユリとしっかりとした連携を取るなど、二人の関係は比較的真っ当になりつつある。滅却師たちが影を介して出現すると目星をつけたマユリに発光する衣装を着せられていたが、マユリが研究室から戦場に赴きそれに同伴した際には着替えたのか普段の服装に戻っていた。
のちにマユリの手で霊王宮に突入し、出遅れた剣八一行や花太郎と行動をともにし、ペルニダと遭遇するが剣八やマユリが出たために当初は参戦せず、剣八が離脱したあとのマユリの戦いを一角や弓親とともに見守る。その後、マユリの危機を察知して自身も参戦。死神としての能力を組織崩壊の0.8％手前まで引き出し、圧倒的な戦闘能力を見せたが、技を放った反動で動けなくなった隙を突かれ、全身にペルニダの神経を打ち込まれて肉体を微塵に粉砕され死亡した。しかし肉片が喰らわれる直前に大脳だけはマユリに回収されたため、ペルニダ撃破後に一角や弓親の手で重傷のマユリや剣八とともに肉体保護瓶の中に入れられた。
血戦後は、彼女の大脳をもとにして「眠八號（少女姿）」が誕生している。
技「義魂重輪銃（ぎこんじゅうりんじゅう）」
自身の魂魄を削って弾丸に変えて腕から撃ち出す技。
魂魄を削れば削るほど威力が上がるが、引き換えに動けなくなる・組織が崩壊し死亡するという諸刃の剣。

#### 席官
斑目 一角（まだらめ いっかく）
声 - 檜山修之
十一番隊第三席→副隊長。
スキンヘッドと目元の赤化粧が特徴の死神。粗野で非常に好戦的な性格。一人称は「俺」。
やちるからはつるんとした頭から「パチンコ玉」や「つるりん」と呼ばれている。ちなみに頭は毎朝剃ってスキンヘッドにしているため「ハゲ」と言われるとキレる。
死神になる以前に流魂街で剣八と闘うも敗北し、以降は彼への忠誠を誓い、現在も「死ぬなら剣八のもとで戦って死ぬ」ことを最大の目標として戦い、隊長になるつもりはない。隊長・副隊長以外の死神で唯一卍解を習得していたが、この理由により隊長に推薦されるのを嫌い、仲間内では弓親と恋次にしか教えていない。そのため戦闘では、人目に触れない状況でない限りはピンチに陥っても卍解を使わないという意地を見せている。
破面篇では現世への破面の襲来に際して尸魂界より派遣され、一護と再会する。破面エドラドと戦い、人目が少なかったため卍解を用いて辛勝した。空座町での藍染との決戦では転界結柱の守護を担当、破面ポウと対決するが、卍解を隠して戦った事で敗北し柱を壊され、狛村と射場に危機を救われることになった。
死神代行消失篇ではルキアや剣八ら他の隊長格とともに、完現術者たちとの決戦に参戦して、獅子河原と対決して卍解を使うまでもなく勝利した。
千年血戦篇での「見えざる帝国」の一度目の侵攻では、経緯は不明ながら負傷し四番隊の治療を受けていた。星十字騎士団の二度目の侵攻では、突如現れたマスク・ド・マスキュリンに襲われ、あっさり敗北する。その後は一護への追跡の足止めのために弓親とともにジゼル・ジュエルと対峙するが、ジゼルのゾンビとして操られていたバンビエッタや日番谷の攻撃を受けて敗北した。その後は剣八や弓親らとともに十二番隊の手で回復し、他の隊長格らとともに霊王宮に突入しようとするも厠に行っていたため、剣八らともども出遅れ、マユリに同行して霊王宮へと移動した。
その後、ペルニダと遭遇するが剣八やマユリが出たために参戦せず、剣八が離脱した後はマユリの戦いを弓親やネムとともに見守った。ペルニダ撃破後は剣八の窮地を救ったマユリに礼を述べた後、ゾンビ化解除が完了した日番谷や乱菊とともに新たな戦場へ向かい、先行して参戦した日番谷や剣八、いち早く復活した白哉とジェラルドの交戦を見守った。
千年血戦篇の後、副隊長のやちるが剣八の斬魄刀に戻って消えてしまったため、十一番隊の副隊長に就任した。
空座町の担当死神の1人である班目志乃は妹もしくは従姉妹である模様。素っ気無い態度で接しているが、内心ではあらくれ者揃いで最前線に配置されやすい十一番隊に配属されなかった事に安堵している。
【斬魄刀】：鬼灯丸（ほおずきまる）
直接攻撃系の斬魄刀。能力解放とともに柄と鞘がつながり菊池槍（穂先が片刃の短刀状の槍）へ変化、さらに柄を分割し三節棍へ変形する。
強度には難点があるものの、攻撃形態は変幻自在。基本的に柄と鞘をつなげてから開放するが、恋次が副隊長になる前は柄と鞘を繋げずに解放している。
直接攻撃系能力とされるが、実際には刀の柄の内部で血止め薬を生成する能力もある。
解号は「延びろ『鬼灯丸』（のびろ『 - 』）」で槍に変形、「裂けろ『鬼灯丸』（さけろ『 - 』）」で三節棍になる。
【卍解】：「龍紋鬼灯丸（りゅうもんほおずきまる）」
能力解放とともに、巨大な鎖でつながれた3つの巨大な斧（うち2つは金属の柄がある）で凄まじい切れ味を誇る反面、反撃を受けただけでヒビが入ったり壊れるなど非常に脆い。
解放直後は霊圧は抑えられた状態にあるが、相手を攻撃、もしくは攻撃を防御するなどして斬魄刀に衝撃を与えることで、真ん中の斧に彫られた龍紋が徐々に赤く染まり、斬魄刀の霊圧が上昇していく。龍紋が紅く染まりきったとき、霊圧・破壊力ともに最大になる（射場曰く、その状態でも狛村の黒縄天譴明王とは天と地ほど差があるらしい）。
作中初使用の際に破損した箇所や戦闘による破壊などの修理は阿近の手で「形だけ」修復されたが、性能までは戻せないため、威力は破損前よりかなり落ちた。
アニメオリジナルでは原作より使用されており、剣八の霊骸や一角の霊骸に対しての他、実体化した鬼灯丸が使っていたことがある。

綾瀬川 弓親（あやせがわ ゆみちか）
声 - 福山潤
十一番隊第五席→第三席。
非常にナルシストで美しいものを好むが、本当に美しいものを見ると嫉妬する。一人称は「僕」。
一角とは死神になる前からの友人で、ともに行動することが多い。「三」の字を好んでいるが、一角が第三席であったため文字 が「三」に似た「五」の席にあえて甘んじている。
十一番隊ながら鬼道の心得があり、千年血戦篇でのバンビエッタとの戦闘では鬼道を使用する描写がある。
尸魂界救出篇では、一護らの侵入を手助けした岩鷲と交戦し圧倒するも、不意打ちより敗北した。回復後は九番隊副隊長の檜佐木修兵と戦い、斬魄刀の真の能力を解放して彼に勝利を収めており、本来は副隊長クラスの実力を持っているが、十一番隊の「斬魄刀の能力は直接攻撃系」と言う暗黙の了解に従って、十一番隊のメンバーには斬魄刀の本当の能力を隠している。
破面襲来の報を受け、一角について来る形でルキアらとともに現世へと派遣され、一護と再合流する。空座町での藍染との決戦では転界結柱の守護を担当、破面シャルロッテ・クールホーンとの対決を、真の始解で勝利を収めた。
「見えざる帝国」の一度目の侵攻では、経緯は不明ながら左顔面を負傷している。二度目の侵攻では、突如現れたマスク・ド・マスキュリンに襲われ、あっさり敗北する。その後は一護への追跡の足止めのために一角とともにジゼル・ジュエルと対峙するが、ジゼルのゾンビとして操られていたバンビエッタや日番谷の攻撃を受けて敗北した。その後は十二番隊の手で回復し、以降は一角と行動を共にしていた。
千年血戦篇の後、一角が副隊長に就任したため、念願の第三席へ昇進した。
小説版では、死神としての評価はかなり高く、異動の話も過去にあった（断った）ことが判明した。
【斬魄刀】：瑠璃色孔雀（るりいろくじゃく）/藤孔雀（ふじくじゃく）
能力解放とともに4枚の刀身をもつショーテル状の武器に変化するが、これは始解の途中の状態（「藤孔雀」は弓親がつけたあだ名で、この斬魄刀はふじいろを嫌っており「藤孔雀」と呼ぶと拗ねて途中までしか始解しないため力が制限される）。
本来は能力解放とともに無数の箇所に蕾をつけた蔦状に変化し敵に絡みついた時に霊圧を根こそぎ吸収し、蕾から百合に似た花を咲かせる能力を持つ。鬼道系の斬魄刀。花を口にくわえることで吸い取った霊力は、自分の力として体に蓄えることができる（その際、弓親は花を咥えている）。
乱菊の「灰猫」同様、「具象化」「屈服」させられていない模様で、弓親によると「高飛車で偉そうで自分のことを世界一の美形だと思っている」という非常にナルシストな性格であるらしい。それゆえに弓親のカンに触り、対話した直後思わず刀を折ろうとしたほどだが、それを聞いた乱菊は（弓親に）そっくりだと評した。
本来の能力を知るのは対戦したことがある檜佐木とクールホーンの二人だけで、一角や剣八にも「嫌われたく無い」と言う信念で、例え死ぬ事になったとしても彼等の前では使うことを禁じているため、知られていない。
途中までしか始解させない場合の解号は「咲け『藤孔雀』（さけ『 - 』）」。本来の解号は「裂き狂え『瑠璃色孔雀』（さきくるえ『 - 』）」（ゲーム版での解号は瑠璃色孔雀の名が明らかになっていなかったのか、「裂き狂え『藤孔雀』（さきくるえ『 - 』）」となっている）。

山田 花太郎（やまだ はなたろう）
声 - 宮田幸季
四番隊第七席→第三席。
天然でヘタレ気味だが真面目な性格。一人称は「僕」。
よく叱られていたりと席官としての威厳は皆無。レベル高めの回道を使えるものの戦闘力はほぼ皆無だが、運が良いと思われる部分がある。
尺魂界篇では、六番隊の隊舎牢の清掃係を務めていた際にルキアと出会い、交流を深める。一護の話もルキアを通じて聞いていた。その後偶然にもその一護らと行動をともにすることになり、ルキアの救出に協力。そのことが発覚して独房へと入れられるが、六番隊の理吉に助けられ恋次を治療、彼にルキア救出を託した。
破面篇では白哉に同行して虚圏へ向かい、ゾマリに操られたルキアに斬られるも勇音の救護で回復した。
千年血戦篇では「見えざる帝国」の一度目の襲撃後、負傷者の治療に追われていた。二度目の襲撃では、勇音とともに剣八らを治療した。その際には三席に昇進していた。剣八らが回復した後は京楽らに追随して霊王宮に突入しようとしたが、剣八らとトイレに行っていたために出遅れる。マユリの手で霊王宮に突入したことから行動を共にするが、ペルニダとマユリの交戦に巻き込まれるも運よく生き延びている。
【斬魄刀】：瓠丸（ひさごまる）
単行本のおまけページに登場。本編では解放形態は未登場。
斬りつけた相手の傷によるダメージを刀に取り込み傷を癒す能力を持つが、通常の状態では武器としては使えない。しかし取り込まれたダメージが一定量に達すると刀がメスの形状となり、取り込まれたダメージを全て敵にぶつけることができ、意外に強かったりする。
解号は「満たせ『瓠丸』（みたせ『 - 』）」

沖牙 源志郎（おききば げんしろう）
一番隊第三席（～千年血戦篇）→一番隊副隊長（千年血戦篇～最終話）
元柳斎の在籍時は第三席で一度目の侵攻では隊舎を守護するように命じられたため、前線に出なかった。元柳斎の死後に京楽が一番隊隊長に就任した際、「一番隊の勝手を熟知している」との理由から一番隊副隊長に任命された。
二度目の侵攻時には、ハッシュヴァルト撤退後は京楽の命で七緒とともに待機していたが、霊王宮の突入時には同行していない。
小説『Can't Fear Your Own World』では、「第二副隊長」と表記されている。

戸隠 李空（とがくし りくう）、吾里 武綱（ごり たけつな）、片倉 飛鳥（かたくら あすか）
声 - 石川界人（戸隠）、最上嗣生（吾里）、古川慎（片倉）
三番隊のそれぞれ第三席・第五席・第六席。
千年血戦篇の星十字騎士団の一度目の侵攻にて、バズビーの不意打ちを受けて、いずれも死亡する。
【斬魄刀】
戸隠：春塵（しゅんじん）
能力解放とともに柄尻の部分に鎌が付いた形状に変化する。能力の詳細に関しては、発動前にバスビーに撃たれたため不明。
解号は「巻きて昇れ『春塵』（まきてのぼれ『-』）」
吾里：虎落笛（もがりぶえ）
能力解放とともに丸い孔が幾つも空いた形状に変化する。能力の詳細に関しては、発動前にバスビーに撃たれたため不明。
解号は「吹鳴らせ『虎落笛』（ふきならせ『-』）」
片倉：片陰（かたかげ）
能力解放とともに刀身に縦長の孔が空いた形状に変化する。能力の詳細に関しては、発動前にバスビーに撃たれたため不明。
解号は「打消せ『片陰』（うちけせ『-』）」
伊江村 八十千和（いえむら やそちか）
声 - 青山穣
四番隊第三席兼男性死神協会副会長。
眼鏡をかけたまじめで地味な死神。四番隊の前線指揮を担当し、治療能力は勇音に匹敵する実力者。
ほかの隊の三席より実質的な地位が低く、格下扱いに不満を覚えている。千年血戦篇では特に登場せず、花太郎が三席となって活躍している。
小説版ではその後、七番隊の副隊長に異動したことが判明した。

荻堂 春信（おぎどう はるのぶ）
四番隊第八席兼男性死神協会理事。
美形の青年で、重要な役回りでもない上に台詞もほとんど無い割には登場回数が多い。人にちょっかいを出すのが好きで、尸魂界篇の終盤で黒崎一護を治療する井上織姫を見ている八十千和に対して、八十千和の卑猥な内心（本心かは不明）を語って八十千和に斬魄刀でツッコミを入れられていた。容姿のせいか、女性死神にモテている。

一貫坂 慈楼坊（いっかんざか じろうぼう）
声 - 中多和宏
七番隊第四席。
流魂街出身の巨漢で、兕丹坊の弟。一人称は「私」。人のいい兄とは違って卑怯者。
最強の飛び道具使い「鎌鼬」（かまいたち）の称号をもつ。
勝つためならばどんな手段も辞さず、石田・織姫と交戦した際に石田は狙わず織姫ばかりを狙う戦法が石田の怒りを買い、結果として容赦ない攻撃を受け、死神の力を失った。以降は登場していない。
【斬魄刀】：劈烏（つんざきがらす）
能力解放とともに刀身が多数の二刃の手裏剣状に分かれ、自在に飛び回る。
刃が減ったりなくなっても一度刀を鞘に戻すことで刀身の補充ができる。
解号は「羽搏きなさい『劈烏』（はばたきなさい『 - 』）」

円乗寺 辰房（えんじょうじ たつふさ）
声 - 桜井敏治
八番隊第三席。
大柄な体格に、三つ編みお下げという特徴的な男。自信過剰な性格。
チャドの前に現れるが、隙が大きい技を使っていたためにパンチ一発で敗れた。
また、砕蜂に密かに想いを寄せており、立体映像の砕蜂に自分を殴ってほしいと言ったこともあった。空席となった副隊長候補に上がっていたが、リサに「副隊長の顔ではない」と却下された。
【斬魄刀】：崩山（ほうざん）
能力解放とともに巨大な羽子板のような形状に変化し、斬撃に風を纏う。
解号は「乱舞せよ『崩山』（らんぶせよ『-』）」
小椿 仙太郎（こつばき せんたろう）
声 - 遠近孝一
十三番隊第三席→副隊長。
小椿刃右衛門の息子。流魂街出身。白い綱をたすき、捻り鉢巻にしている。ガサツな性格。
浮竹を尊敬しており、いかなるときでもそばにいて付き人のように振る舞う。同じく浮竹を尊敬している清音と張り合っている。
千年血戦後は、浮竹の死去およびルキアの隊長就任によって、副隊長に就任した。

虎徹 清音（こてつ きよね）
声 - 西村ちなみ
十三番隊第三席→四番隊副隊長。
四番隊隊長・虎徹勇音の妹。洋風の（15世紀のスペイン人のような）シャツを着用し、白手袋をしている。一人称は「私」。
姉とは色々対照的で背が低く金髪のショートヘアで、明るく押しの強い性格。
浮竹を尊敬しており、いかなるときでもそばにいて付き人のように振る舞う。同じく浮竹を尊敬している仙太郎と張り合っている。実は入隊後に浮竹の世話係にいきなり任命されたことが小説版で判明するが、元柳斎が回道の腕を見込んで手を回したとのこと。
千年血戦篇では、京楽らに追随して霊王宮に突入した際、倒れた檜佐木に歩み寄った隙を突かれ、リジェに狙撃されて倒れる。血戦後は、浮竹・卯ノ花両名の死去により姉の隊長就任に合わせる形で十三番隊から四番隊へ移籍し、副隊長に就任した。

#### 一般隊士
行木 理吉（ゆき りきち）
声 - 中井将貴→小田久史
六番隊所属。恋次を慕って死神を目指し、彼への敬意の表れとして、眉に彼を真似た刺青を入れている。
恋次が白哉に挑み敗れたときにも山田花太郎に救援を頼み、恋次の命を救った。
地獄蝶の扱いに苦労している点から、実力はまだ発展途上といったところ。よく地獄蝶を逃がしては、恋次に怒られている。
小説版ではわずかだが登場し、十三番隊の行木竜之介の兄であることが判明した。また、一角から骨があると評されている。

荒巻 真木造（あらまき まきぞう）
声 - 長島雄一
十一番隊所属。への字眉毛と三角の目にちょび髭が特徴。一人称は「俺」。
やちるに「マキマキ」やら「ヒゲチョロ」やらと呼ばれている。
旅禍騒動の最中に偶然から井上織姫の身柄を託され、十一番隊詰め所まで連れていった。剣八が旅禍に興味を示し一時行動をともにすることとなり、それが縁で以後もなんとなく上位席官の身近にいる。霊圧は遥かに上のはずの織姫を、手刀一発で気絶させている。

車谷 善之助（くるまだに ぜんのすけ）
声 - 矢部雅史
十三番隊所属。アフロヘアーとウザめの表情が特徴の死神。自称「エリート」死神らしい。
浅野啓吾からはアフさん（アフロのおっさん）と呼ばれ、一護には名前を「イモ山さん」と思われている。
尸魂界に連れ去られたルキアに代わり空座町の担当になり、空座町に襲来する虚を倒そうとするが、観音寺や夏梨ら「空座防衛隊」や、一護がほとんど虚を倒すため、出番がない。
「死神図鑑ゴールデン」ではそのことについて苦情を言うものの、逆に連絡係である技術開発局の壷府リンから、一護の邪魔をしないよう釘を刺されて落ち込む姿が見られる。
行木と志乃に担当を引き継がせた後は登場せず、滅却師たちとの決戦にも登場していない。
【斬魄刀】：土鯰（つちなまず）
能力解放とともに鈴がついたチャクラム状に変化し、殴りつけて地面を操作することができ、原作では地面を隆起させている。
当初はGBA版ゲーム『紅に染まる尸魂界』にて判明した。
アニメでもカラクライザーの一員となった啓吾と連携してその実力を披露し、最終的には原作においても愛染から啓吾らを守るために使用されている（すぐ破られたが）。
解号は「お早う『土鯰』（おはよう『 - 』）」

行木 竜之介（ゆき りゅうのすけ）
声 - 山下大輝
十三番隊所属。気が弱い性格で、虚を倒す自信がない。
車谷の後任として空座町の担当になった。一撃で戦闘不能になってしまい、虚に殺されそうになるところを、一護たち現世組に助けられる。
小説版では、六番隊の理吉の弟であることが判明した。

斑目 志乃（まだらめ しの）
声 - 瀬戸麻沙美
十三番隊所属。竜之介同様、車谷の後任として空座町の担当になった死神。
腕は大したことないのか、虚に殺されそうになりあっさり戦闘不能になってしまう。同隊第六席の可城丸秀朝（声 - 羽多野渉）が斬り捨てられた際は誰よりも取り乱し戦意喪失していた。
一角とは肉親であるが、班目一族は流魂街で毎日斬った張ったを繰り返しており、一角と志乃が物心つく前に次々と親が死んで親戚をたらい回しにされたので、自分たちも妹か親戚かの正確な関係がよく分かっていない。
後に一角を追って真央霊術院に入り、十三番隊に配属された事が判明した。

### 過去の隊員
志波 一心（しば いっしん）
元十番隊隊長。
日番谷を次の隊長に指名していた。後に無断で現世からの帰還を放棄し、行方不明扱いとなる。

刳屋敷 剣八（くるやしき けんぱち）
元隊長。250年前の隊長で、七代目剣八。
小説『Spirits Are Forever With You』に登場。参照。

痣城 剣八（あざしろ けんぱち）
元隊長。八代目剣八。
小説『Spirits Are Forever With You』に登場。参照。

志波 海燕（しば かいえん）
声 - 関俊彦
元十三番隊副隊長。
没落した名門貴族「志波家」の長男で、空鶴と岩鷲の兄で一心の甥。
流魂街の出ながら1回目で入試に合格し、真央霊術院を2年で卒業。入隊してからわずか6年で副隊長の地位に就くなど（110年前に浮竹から十三番隊の副隊長になってほしいとスカウトされていた）才能に恵まれていた。小説版では、浮竹は彼に後を継がせようと思っていた。
岩鷲のボニーちゃんの（元）飼い主。
奔放で気さくな性格から隊員たちにもよく慕われ、上級貴族の養女という身分と、その優遇措置ゆえに周りの疎外感を抱いていたルキアの心の支えになっていた。部下の面倒見がよく、ルキアの修行にも付き合っていた。一護とは従兄弟同士であり、雰囲気も似ている。ゲーム『BLEACH The 3rd Phantom』の過去篇では、十三番隊に配属される前はかつての市丸や東仙と同様五番隊に在籍していた。
妻の都を虚メタスタシアによって殺され、自身もメタスタシアに肉体を支配されたところをルキアに刺され戦死した。しかも真相は、藍染による実験の巻き込まれでもあった。さらに彼の体は、その経験や記憶ごと破面アーロニーロ・アルルエリによって喰われ、取り込まれた。彼の死後、ルキアが就任するまで十三番隊は副隊長の座は空席であり、仙太郎と清音が副隊長代理を務めた。
【斬魄刀】：捩花（ねじばな）
水を操る流水系斬魄刀。能力解放とともに三又の槍状に変化。
片手首を軸に捩花を回転させ、舞うように槍撃の波濤で敵を攻撃する。
作中で海燕自身がその戦闘法で戦った描写はないが、海燕の能力を発現させた破面アーロニーロ・アルルエリが海燕の記憶に基づいて作中でその戦い方を見せている。
また、GBAゲーム『紅に染まる尸魂界』では原作に先立って登場している。
解号は「水天逆巻け『捩花』（すいてんさかまけ『 - 』）」

志波 都（しば みやこ）
声 - 島本須美
元十三番隊第三席。
海燕の妻。才色兼備で、ルキアが憧れていた人物。名前や顔はアニメでしか出ていない。
偵察隊として虚メタスタシア（アニメではテンタクルス）の偵察に赴くが部隊は全滅、自らもメタスタシアに胸から下を食われ、絶命した。
アニメでは昏睡状態に落ちたまま唯一生き残ったと思われていたが、実はメタスタシアに体を乗っ取られており、操られるままに同僚を斬殺してしまった。海燕を見て一瞬意識を取り戻すも逃亡し、海燕たちが追いついたときにはすでに全身を食われていた。

#### 110年前の隊士
山本 元柳斎（やまもと げんりゅうさい）
一番隊隊長・総隊長。

雀部 長次郎（ささきべ ちょうじろう）
一番隊副隊長。

四楓院 夜一（しほういん よるいち）
声 - 雪野五月
二番隊隊長・隠密機動総司令官。後に浦原喜助の現世逃亡を幇助し、隊長位を剥奪される。

大前田希ノ進（おおまえだ まれのしん）
二番隊副隊長。
希千代の父親で、死神当時の外見は髪型（リーゼント）以外は息子と瓜二つ。
小説『BLEACH Spirits Are Forever With You』では、現在は引退し不動産屋を経営しているという設定が加えられており、斬魄刀も引退して返納したため、現在は所持していない。
また、同小説では鬼道が苦手な息子の希千代と異なり、鬼道に優れていることが明らかとなり、扱いの難しい八十番台の鬼道である「断空」を相手を封印させるための結界に用いる（その際、詠唱破棄してコントロールしやすいように工夫している上に、都合6回分詠唱したのと同じ効果を発揮させる「疑似重唱」という技術も使用）など、高い実力を披露しているが、この技はもともと仕事をさぼりがちな夜一の捕縛を目的に、独自に編み出したものである。
かつての砕蜂の上官であったことから、現在では立場が逆転したものの、今も敬意をもって接せられる。

鳳橋 楼十郎（おおとりばし ろうじゅうろう）
声 - 樫井笙人
三番隊隊長。後に藍染の謀略により虚化、現世に亡命。

射場 千鉄（いば ちかね）
三番隊副隊長。射場鉄左衛門の母親。今も生きている。
ローズが隊長職に就いたときから、消極的なローズの尻を叩いていたり、音楽に行きがちなローズから楽器を没収したりしていた。

卯ノ花 烈（うのはな れつ）
四番隊隊長。

山田 清之介（やまだ せいのすけ）
声 - 立花慎之介（BLEACH Brave Souls）
四番隊副隊長。
花太郎の兄。花太郎とは容姿は似ているが、対照的に性格が暗く性悪な印象である（檜佐木は下記の小説で、イメージがまるで花太郎と違うことに驚いていた）。斬魄刀は護廷十三隊を離れたときに返したため、現在は持っていない。
なお、彼のみ単行本の空きページ、ガイドブックに載っている主要外の隊長格らの中で唯一本編にて姿を確認できる。
小説『BLEACH Can't Fear Your Own World』では、花太郎の前に直接登場した。現在は護廷十三隊を離れ、貴族専用の治療所で総代をしているとのこと。回道の才能はずば抜けており、隊長の卯ノ花ともよく言い合いにはなるものの、お互いに信頼し合っている。前述の通りシニカルではあるが、決して無情ではない人物。

平子 真子（ひらこ しんじ）
声 - 小野坂昌也
五番隊隊長。後に藍染の謀略により虚化、現世に亡命。

藍染 惣右介（あいぜん そうすけ）
声 - 速水奨
五番隊副隊長。後に謀略により平子ら8名を虚化させて亡命に追い込み、空いた隊長のポストに就任した。

朽木 銀嶺（くちき ぎんれい）
声 - 有本欽隆
六番隊隊長。
白哉の祖父で、髭をたくわえ長髪で凛々しい人物。現時点では回想シーンのみの登場であるため、現在の生死なども不明（『キャラブック2 MASKED』によると引退となっている）。
見た目はかなり年長に見えるが、隊長としての経歴は元柳斎はもちろん、卯ノ花や浮竹や京楽にも及ばない。と思われていたが、後に原作者から、銀嶺も100年以上隊長を勤めていた死神であることが明かされる（いわく京楽と浮竹が忘れていただけとの事）。
昔は「すぐに熱くなる癖が抜ければ一皮むける」と白哉のことを気にかけていた模様。「死神図鑑」では白哉に牽星箝を説明する際に、逆に自分はどこにつけているのかを聞かれ、何故か答えに詰まって瞬歩で逃げていた。
アニメオリジナルの「斬魄刀異聞篇」では過去、新たに婿養子（アニメでは娘もいる設定）にきた響河を気にかけており、自尊心が強い響河にたびたび心の在り様を諭し、厳しい言葉を投げかけていた。響河は自身の言葉を聞き入れられずに反乱まで犯したため、最後は涙を呑んで元柳斎とともに響河を封印した。

朽木 蒼純（くちき そうじゅん）
六番隊副隊長。
銀嶺の息子で、白哉の父。白哉とよく似た顔で優しく大人しい性格。才能はあったが、体が弱かった。
次期朽木家当主になるよう父親が気にかけ、副隊長に取り立てられるが戦死した。原作アニメともに未登場だが、ポスターには登場して顔が判明した。

愛川 羅武（あいかわ らぶ）
声 - 稲田徹
七番隊隊長。後に藍染の謀略により虚化、現世に亡命。

小椿 刃右衛門（こつばき じんえもん）
七番隊副隊長。現在の十三番隊第三席 小椿仙太郎の父親。

京楽 春水（きょうらく しゅんすい）
声 - 大塚明夫
八番隊隊長。

矢胴丸 リサ（やどうまる―）
声 - 服部加奈子、石塚さより（278話 - ）
八番隊副隊長。後に藍染の謀略により虚化、現世に亡命。

六車 拳西（むぐるま けんせい）
声 - 杉田智和
九番隊隊長。後に藍染の謀略により虚化、現世に亡命。

久南 白（くな ましろ）
声 - 神田朱未
九番隊副隊長。後に藍染の謀略により虚化、現世に亡命。

鬼厳城 剣八（きがんじょう けんぱち）
声 - 藤原貴弘
十一番隊隊長。
十代目剣八。『OFFICIAL CHARACTER BOOK 2』の作者のインタビューでは、流魂街出身の荒くれ者だったが隊長に伸し上がって有頂天になっていたところに、更木剣八に挑まれ倒されたとのことである。
過去編でも出番はなかったが、「あない、豚みたいな奴」「難儀な奴」と平子に悪口を言われるなど、周りの評判のよくない人物だったことが判明した。また、上の言うことをまったく聞かない（本編の更木剣八でも一応は元柳斎の命令には従い、隊首会にも出席している）人物だったらしく、浦原の隊長就任時に開かれた隊首会をサボり、拳西たちが危機に陥ったため急遽開かれた隊首会にも、ただ一人召集に応じなかったほどである。
なお小説版『Spirits Are Always With You』において、彼の先代は痣城投獄により繰り上がった十一番隊副隊長であり、正式な襲名を経た剣八でなかったことが語られている。
原作では、59巻における更木剣八の回想シーンで一コマだけ登場した。

曳舟 桐生（ひきふね きりお）
十二番隊隊長。零番隊に昇進。
浦原 喜助（うらはら きすけ）
十二番隊隊長・技術開発局局長。
零番隊に昇進した曳舟の後任として隊長の座に就き、技術開発局を創設した。
しかし後に藍染の謀略により平子ら8名の虚化の人体実験の実行犯の濡れ衣を着せられ、尸魂界を追放された。

猿柿 ひよ里（さるがき ひより）
声 - 高木礼子
十二番隊副隊長・技術開発局開発室長。後に藍染の謀略により虚化、現世に亡命。

涅 マユリ（くろつち―）
声 - 中尾隆聖
十二番隊第三席・技術開発局副局長。
後に浦原喜助の追放・猿柿ひよりの失踪に伴い、隊長および局長に就任。

浮竹 十四郎
十三番隊隊長。

### 12年後の隊士
輪堂 与ウ（りんどう あたう）
癖っ毛染みた黒髪の青年で、千年血戦篇から12年後の護廷十三隊七番隊副隊長を務める。
生まれつき耳が聞こえず喋ることもできないため、日常会話は手話や口話・相手の口の動きを読むことで行っている。
動物に好かれやすく、また動物と遊ぶのが好きで、動物達も彼になついている。
【斬魄刀】：名称不明
解号は「生め」。言葉を発することができないため、指文字で解放を行う。
刀身は札を連結させたような形状をしている。能力はおそらく「動物を模した式神を召喚して操る」こと。
作中では手話で名前を発して鷹の大群を呼び出し、あたかも鳥葬のように一瞬のうちに相手を骨だけの状態にした。

八々原 熊如（ややはら ゆゆ）
現世のギャルを意識した風貌の褐色肌の少女で千年血戦篇から12年後の護廷十三隊八番隊副隊長を務める。
【斬魄刀】：名称不明
解号は不明。付け爪のような形状をしている。両手を牙に見立てて動かし巨大な獣の頭部のような霊圧を出現させて相手を食い千切る技を持ち、得意とする。

## 構想背景
護廷十三隊の死神の中では最初にルキアが、次に恋次、白哉と登場順で設定が決まり、そこから護廷十三隊の隊長格が決まっている。護廷十三隊のキャラクター達は、久保が頭の中で外見が決まっているキャラクターの種類の中から、キャラを並べたり組み合わせた時のバランスを取っ掛かりにして生み出され、外見を描いてからキャラを作るという手法で生み出されており、大体のキャラクターは登場前から見た目等が出来ているため、出てくる段階の前に性格等を考え、名前が決まった時にはキャラ設定が決まっていると語っている。
その中で例外的に構想されたのが藍染と日番谷であり、藍染は初期の護廷十三隊の案にはいなかったが尸魂界篇での揉め事を描くにあたり作られ、その時点でキャラを詰めていなかった五番隊の隊長に設定され、日番谷は護廷十三隊の隊長格が揃うシーンの中で子供を欲しいという意図から描かれている。
また千年血戦篇における総隊長の変遷について久保は、絶対的な存在として君臨していた元柳斎が居なくなるのは結構重大で本当にどうしようもないという感じを出そうと意図していたため、元柳斎は最終章までは死なないが最終章で死なせるつもりで描いていた。また次の総隊長を京楽にしたのは、総隊長を誰にするかはなかなか決まらなかったが、京楽しか隊長の器なのがいなかったためといい、浮竹については総隊長ぽいところはあるが体が弱く別のところで倒れる予定であったと語っている